# 镇康报春
镇康报春（学名：Primula comata）为报春花科报春花属下的一个种。

## 扩展阅读
- 維基物種上的相關：镇康报春